# Тэндзё Садзики
Тэндзё Садзики (яп. 天井桟敷 Тэндзё: Садзики, [tenʥoː saʥiki]) — независимая японская театральная труппа под управлением Сюдзи Тэраямы. Одно из ярких явлений японского андерграунда 1960—70-х годов. Художественная деятельность характеризовалась авангардизмом, экспериментаторством, интересом к фольклору, элементами ситуационизма, гротеска и эротического шоу.

## Постановки (по году премьеры)

### 1967
- Горбун из Аомори (青森県のせむし男)
- Преступление толстушки Оямы (大山デブコの犯罪)
- Мария в мехах (毛皮のマリー, La Marie-vison)
- 花札伝綺

### 1968
- Тысяча и одна ночь в Синдзюку (新宿版千一夜物語)
- Синяя Борода (青ひげ)
- 伯爵令嬢小鷹狩掬子の七つの大罪
- Прощай, кино! (さらば映画よ)
- 瞼の母
- 昭和白虎隊外伝
- Выбрось книги, вали на улицу! (書を捨てよ街へ出よう)
- Маленький принц (星の王子さま)

### 1969
- Наш век разъезжает на цирковом слоне (時代はサーカスの象に乗って)
- Инугами (犬神)
- Преступление доктора Калигари (ガリガリ博士の犯罪)

### 1970
- Yes (イエス)
- Барон Бурабура (ブラブラ男爵)
- Токио — нулевой год (東京零年)
- Человек-самолёт по имени Соломон (人力飛行機ソロモン)

### 1971
- Еретики (邪宗門)
- 地獄より愛を込めて

### 1972
- Беги, Мелос! (走れメロス)
- Опиумная война (阿片戦争)
- 人力飛行機ソロモンの組立て方

### 1973
- 地球空洞説
- ある家族の血の起源
- Письма слепого (盲人書簡)

### 1975
- Knock (ノック)
- Хроника чумы (疫病流行記)
- Гвоздь (釘)

### 1976
- Корабль дураков (阿呆船)
- Законы гравитации (引力の法則)

### 1977
- Чудесный мандарин (中国の不思議な役人)

### 1978
- Указания для прислуги (奴婢訓, Directions to servants)
- Синтокумару (身毒丸)
- 観客席

### 1979
- Лемминги (レミング)
- Охота на детей (こども狩り)
- Замок герцога Синей Бороды (青ひげ公の城)

### 1981
- Сто лет одиночества (百年の孤独)